# Trzciel
Trzciel [tʂt͡ɕel], tyska: Tirschtiegel, är en stad i västra Polen, belägen i distriktet Powiat międzyrzecki i Lubusz vojvodskap. Tätorten hade 2 481 invånare år 2014 och utgör centralort i en stads- och landskommun med totalt 6 535 invånare samma år.

## Kända invånare
- Anna Louisa Karsch (1722-1791), poet, uppväxt i Tirschtiegel.